# SV Donk
SV Donk is een Nederlandse voetbalclub uit Gouda. Het eerste elftal speelt in de Tweede klasse zaterdag (2024/2025). Sportvereniging Donk heeft tussen de 600 en 700 leden.

## Geschiedenis
De sportvereniging Donk werd in 1920 opgericht als een rooms-katholieke vereniging. Aanvankelijk werd gespeeld in witte shirts en gele broeken, de kleuren van het Vaticaan. Uit de slotregels van een gedichtje uit 1963 blijkt het rooms-katholieke karakter van de vereniging: 
IJzeren wil om te werken
Zegen van God om Geel Wit te sterken
 Een van de oprichters was pater A. van de Donk, die tevens geestelijk adviseur van de vereniging werd. De naam van de vereniging werd mede gekozen als een eerbewijs aan deze oprichter. Tevens staat de naam Donk voor Doelt ONversaagd naar Kampioen. Aanvankelijk werd aangesloten bij de Diocesaan Haarlemse Voetbalbond. Tot de Tweede Wereldoorlog speelde Donk in de competitie van de Rooms Katholieke Federatie. De club speelde aanvankelijk op een terrein aan de Graaf Florisweg te Gouda, waar thans een van locaties van het Groene Hart Ziekenhuis is gevestigd. In 1929 verhuisde de vereniging naar een terrein aan de Bodegraafse Straatweg. In 1950 werd een terrein nabij de Julianasluis in gebruik genomen. In verband met de aanleg van de zuidwestelijke randweg om Gouda is het sportterrein van Donk in de zomer van 2009 verplaatst naar een nieuw sportpark in de Oostpolder in Schieland.
Sven van Beek is hier zijn voetballoopbaan begonnen.

## Competitieresultaten 1941–heden
Tot en met 2022 speelde DONK met haar eerste elftal op zondag. In 2022 hebben zij horizontaal de overstap gemaakt naar de zaterdag.
| 4 4C |

| 7 4E |

| 6 4E |

| 7 4E |

|  |

| 8 4H |

| 9 4H |

| 7 4F |

| 6 4E |

| 8 4C |

| 12 4C |

|  |

| 11 4B |

| 11 4D |

| 10 4C |

| 7 4D |

| 7 4D |

| 10 4? |

| 8 4C |

| 11 4D |

|  |

| 8 4E |

| 3 4E |

| 6 4E |

| 5 4D |

| 7 4B |

| 2 4C |

| 3 4E |

| 4 4C |

| 2 4D |

| 4 4C |

| 9 4C |

| 4 4E |

| 3 4E |

| 7 4E |

| 6 4E |

| 4 4D |

| 5 4C |

| 11 4C |

| 11 4D |

| 5 4E |

| 9 4E |

| 9 4E |

| 7 4D |

| 4 4E |

| 9 4E |

| 8 4E |

| 2 4E |

| 2 4D |

| 2 4D |

| 12 3A |

| 4 4B |

| 6 4B |

| 1 4B |

| 5 3A |

| 9 3D |

| 10 3C |

| 7 3C |

| 6 3D |

| 7 3D |

| 11 3D |

| 2 4E |

| 1 4A |

| 1 4C |

| 10 3A |

| 2 4F |

| 4 4E |

| 3 4B |

| 5 4B |

| 6 3A |

| 2 3B |

| 8 2C |

| 11 2D |

| 14 2D |

| 6 3B |

| 4 3C |

| 14 2C |

| 3 3C |

| 3 HA 1 Q2 |

| 3* 2D |

| 3* 2D |

| 2 2C |

| 2 2D |

| 4 2C |

| — 2 |

2003: in de beslissingswedstrijd op 4 mei om het klassekampioenschap in zondag 4A werd gelijk gespeeld (2-2) tegen SC Woerden, Woerden won na strafschoppen
Seizoen 2019/20 en 2020/2021 werden stopgezet vanwege de uitbraak van het coronavirus. Er werd voor dit seizoen geen officiële eindstand vastgesteld.
| Tweede divisie | Derde divisie | Vierde divisie | Eerste klasse |                     |
| Tweede klasse  | Derde klasse  | Vierde klasse  | Vijfde klasse | Overgangscompetitie |

In elke staaf van de grafiek staat van boven naar beneden vermeld: 
- Eindnotering

Dit is de positie die de club heeft bereikt in de competitie, zonder eventuele beslissings-, play-off- of nacompetitiewedstrijden die nodig zijn geweest om bijvoorbeeld de kampioen van de competitie te bepalen.
Indien een * achter het getal staat is de notering een tussenstand en kan het zijn dat de notering niet overeenkomt met de uiteindelijke eindstand van de competitie.
Staat er een - dan is het seizoen nog bezig en is er geen definitieve uitslag bekend.
Staat er xx op de positie van de notering, dan heeft de club vroegtijdig de competitie verlaten. Dit kan onder andere komen door terugtrekking van het team, faillissement van de club of door een uitgedeelde straf van de KNVB. In veel gevallen staat elders in het artikel de reden vermeld.
Staat er een ? dan is het resultaat uit het verleden onbekend, en is alleen de competitie of het niveau bekend van dat seizoen.
In de seizoenen 2019/20 en 2020/21 werd wegens de coronacrisis het amateurvoetbal afgebroken. Daardoor kennen deze staven geen eindklassering (middels -- weergegeven).
- Competitieniveau en afdelingsletter of Officiële eindstand Eredivisie
  - Competitieniveau en afdelingsletter

Hierbij geeft het getal het niveau weer, dat ook terug te vinden is in de legenda. De letter is de afdelingsaanduiding en wordt gebruikt wanneer er meer afdelingen zijn op hetzelfde niveau. De afdelingsletter is altijd een hoofdletter en wordt meestal zonder nummer gebruikt.
Voorbeeld: 2F is niveau 2e klasse competitie F.
Het competitieniveau en nummer wordt niet vermeld wanneer er slechts één competitie van dit niveau was.
  - Officiële eindstand Eredivisie (getal staat tussen haakjes vermeld)

Sinds de introductie van play-offwedstrijden voor Europees voetbal na afloop van de reguliere competitie in 2005/06, is de KNVB verplicht een eindstand van de Eredivisie door te geven aan de UEFA aan de hand van deze play-offwedstrijden.
Bij deze eindstand staan clubs die zich hebben gekwalificeerd voor Europees voetbal hoger dan clubs die zich niet wisten te kwalificeren. Indien er geen verschil was tussen de eindnotering en de officiële eindstand, staat dit getal niet vermeld.

- Onderafdeling

Hier staat afgekort de naam van de onderafdeling indien de club in dat jaar in een onderafdeling uitkwam. Tevens staat deze afkorting in de legenda en wordt gelinkt naar het artikel over deze onderafdeling. Deze afkorting wordt alleen vermeld wanneer de club in het verleden in verschillende onderafdelingen heeft gespeeld. Deze vermelding is in de staaf altijd in kleine letters. Deze onderafdelingen zijn na het seizoen 1995/96 afgeschaft. Heeft de club in slechts één onderafdeling gespeeld, dan is dit alleen terug te vinden in de legenda.
Onder de staaf staat het jaartal vermeld waarin het seizoen is afgesloten. 15 verwijst naar het seizoen 2014/15 of eventueel het seizoen 1914/15.
Wanneer een staaf leeg is, zijn deze gegevens niet bekend. Het kan ook zijn dat de club dat seizoen niet heeft meegespeeld op het hogere amateurniveau, vroegtijdig de competitie heeft verlaten of uit de competitie is gezet.

In het seizoen 1944/45 was er wegens de Tweede Wereldoorlog geen regulier competitievoetbal.

## Bekende (oud-)spelers en trainers
- Marcel van der Sloot
- Sven van Beek